# Mid-Clare Coast SPA
Mid-Clare Coast SPA este o arie protejată (arie de protecție specială avifaunistică — SPA) din Irlanda întinsă pe o suprafață de 4.638,65 ha, integral pe uscat.

## Localizare
Centrul sitului Mid-Clare Coast SPA este situat la coordonatele 52°47′50″N 9°30′12″W / 52.797194°N 9.503336°V.

## Înființare
Situl Mid-Clare Coast SPA a fost declarat arie de protecție specială avifaunistică în ianuarie 2004 pentru a proteja 18 specii de animale.

## Biodiversitate
Situată în ecoregiunea atlantică, aria protejată nu include niciun habitat protejat.
La baza desemnării sitului se află mai multe specii protejate de  păsări (18): pietruș (Arenaria interpres), Branta leucopsis, Calidris alba, fugaci de țărm (Calidris alpina), Calidris maritima, prundaș gulerat mare (Charadrius hiaticula), cufundar mare (Gavia immer), Larus argentatus, pescăruș sur (Larus canus), pescăruș negricios (Larus fuscus), pescăruș râzător (Larus ridibundus), culic mare (Numenius arquata), Phalacrocorax aristotelis, cormoran mare (Phalacrocorax carbo), ploier auriu (Pluvialis apricaria), ploier argintiu (Pluvialis squatarola), fluierarul cu picioare roșii (Tringa totanus), nagâț (Vanellus vanellus).
Pe lângă speciile protejate, pe teritoriul sitului au mai fost identificate 3 specii de păsări.